# Satanta (Kansas)
Satanta è una città degli Stati Uniti d'America, situata nello Stato del Kansas, nella contea di Haskell.